# Dinera femoralis
Dinera femoralis là một loài ruồi trong họ Tachinidae.